# Dally Randriantefy
Dally Randriantefy (Antananarivo, 1977. február 23.) madagaszkári teniszezőnő, háromszoros olimpikon.
1994-ben kezdte profi pályafutását és 2006-ban vonult vissza. Tizenkét éves karrierje során hét egyéni és három páros ITF-tornát nyert meg. Legjobb világranglista-helyezését 2005 áprilisában érte el, amikor is negyvennegyedik volt.
1992-ben, 1996-ban és 2004-ben képviselte Madagaszkárt a nyári olimpiai játékok tenisz versenyszámában. 1997-ben nyolc mérkőzésen játszott Madagaszkár Fed-kupa-válogatottjában, és mind a nyolc mérkőzését megnyerte.

## Eredményei Grand Slam-tornákon

### Egyéniben
| Torna           | 2006   | 2005   | 2004   | 2003   | 2002   | 2001 | 2000 | 1999 | 1998 | 1997   | 1996   | 1995   |
| --------------- | ------ | ------ | ------ | ------ | ------ | ---- | ---- | ---- | ---- | ------ | ------ | ------ |
| Australian Open | 1. kör | 2. kör | 1. kör | 1. kör | -      | -    | -    | -    | -    | 1. kör | 2. kör | 3. kör |
| Roland Garros   | -      | 1. kör | 1. kör | 3. kör | 2. kör | -    | -    | -    | -    | -      | 2. kör | -      |
| Wimbledon       | -      | 1. kör | 1. kör | 1. kör | -      | -    | -    | -    | -    | -      | 1. kör | -      |
| US Open         | -      | 2. kör | 2. kör | 1. kör | -      | -    | -    | -    | -    | -      | 3. kör | 1. kör |

## Év végi világranglista-helyezései
| Év       | 1993 | 1994 | 1995 | 1996 | 1997 | 1999 | 2000 | 2001 | 2002 | 2003 | 2004 | 2005 |
| Helyezés | 420. | 254. | 119. | 90.  | 202. | 387. | 163. | 139. | 93.  | 101. | 62.  | 68.  |